# Творчий псевдонім
Творчий псевдонім (кит.: 號/号; яп. 号, кириліз.: ґо) — псевдонім або прізвисько, яке використовується літераторами та митцями Східної Азії.
Творчий псевдонім не завжди залишається незмінним, іноді митці змінюють творчі псевдоніми на різних етапах своєї кар'єри або після важливих змін в своєму житті. Наприклад японський художник Кацусіка Хокусай з 1798 по 1806 змінив свій псевдонім шість разів.

## Японія

### Назви шкіл та напрямків
В укійо-е перший творчий псевдонім дається головою художньої школи до якої належить митець. Таке ім'я зазвичай має у своєму складі частково або повністю псевдонім вчителя художника. Так наприклад у відомій в XIX ст. школі укійо-е Ютаґава перший кан імені учня був останнім каном імені вчителя.

### Успадковані псевдоніми
В деяких школах укійо-е, після смерті вчителя один з учнів брав собі його творчій псевдонім. Також деякі художники, можливо в знак пошани, брали собі псевдоніми давно померлих відомих митців.
Ці традиції часто приводили до того, що одне й теж ім'я мали одночасно декілька людей, тому часто в такій ситуації до псевдонімів додавалися спеціальні позначки, цифри чи рік створення того чи іншого художнього твору. Так наприклад укійо-е художник Кунісада також відомий як Тойокуні III, тому що одночасно з ним цей псевдонім використовували це двоє художників.